# Ophidion selenops
Ophidion selenops är en fiskart som beskrevs av Robins och Böhlke, 1959. Ophidion selenops ingår i släktet Ophidion och familjen Ophidiidae. Inga underarter finns listade i Catalogue of Life.